# Турреляс-да-Фош
Турре́ляс-да-Фош (кат. Torrelles de Foix) - муніципалітет, розташований в Автономній області Каталонія, в Іспанії. Знаходиться у районі (кумарці) Ал-Панадес провінції Барселона, згідно з новою адміністративною реформою перебуватиме у складі Баґарії (округи) Барселона.

## Населення
Населення міста (у 2007 р.) становить 2.307 осіб (з них менше 14 років - 14,9%, від 15 до 64 - 67%, понад 65 років - 18,1%). У 2006 р. народжуваність склала 31 особа, смертність - 20 осіб, зареєстровано 16 шлюбів. У 2001 р. активне населення становило 791 особа, з них безробітних - 96 осіб.

Серед осіб, які проживали на території міста у 2001 р., 1.217 народилися в Каталонії (з них 631 особа у тому самому районі, або кумарці), 405 осіб приїхало з інших областей Іспанії, а 91 особа приїхала з-за кордону. 

Університетську освіту має 4,6% усього населення. 

У 2001 р. нараховувалося 665 домогосподарств (з них 25,6% складалися з однієї особи, 30,8% з двох осіб,18% з 3 осіб, 16,5% з 4 осіб, 5,6% з 5 осіб, 2,3% з 6 осіб, 1,1% з 7 осіб, 0% з 8 осіб і 0,2% з 9 і більше осіб).

Активне населення міста у 2001 р. працювало у таких сферах діяльності : у сільському господарстві - 5,6%, у промисловості - 31,9%, на будівництві - 15,3% і у сфері обслуговування - 47,2%. 

 У муніципалітеті або у власному районі (кумарці) працює 369 осіб, поза районом - 475 осіб.

### Безробіття
У 2007 р. нараховувалося 110 безробітних (у 2006 р. - 88 безробітних), з них чоловіки становили 46,4%, а жінки - 53,6%.

## Економіка

### Підприємства міста

#### Промислові підприємства
| \| Промислові підприємства міста, за сферою діяльності \| Промислові підприємства міста, за сферою діяльності \| Промислові підприємства міста, за сферою діяльності \| \| Рік \| 2002 р. \| 2001 р. \| \| --------------------------------------------------- \| --------------------------------------------------- \| --------------------------------------------------- \| \| Енергетичні та водні ресурси \| 5,9% \| 5,9% \| \| Хімія та метали \| 5,9% \| 5,9% \| \| Переробка металів \| 23,5% \| 29,4% \| \| Продукти харчування \| 41,2% \| 35,3% \| \| Текстиль \| 5,9% \| 5,9% \| \| Виробництво меблів, видання \| 17,6% \| 17,6% \| \| Інше \| 0% \| 0% \| \| Усього підприємств \| 17 \| 17 \| |         |         |
| Промислові підприємства міста, за сферою діяльності |         |         |
| Рік | 2002 р. | 2001 р. |
| Енергетичні та водні ресурси | 5,9%    | 5,9%    |
| Хімія та метали | 5,9%    | 5,9%    |
| Переробка металів | 23,5%   | 29,4%   |
| Продукти харчування | 41,2%   | 35,3%   |
| Текстиль | 5,9%    | 5,9%    |
| Виробництво меблів, видання | 17,6%   | 17,6%   |
| Інше | 0%      | 0%      |
| Усього підприємств | 17      | 17      |

#### Роздрібна торгівля
| \| Підприємства роздрібної торгівлі міста, за сферою діяльності \| Підприємства роздрібної торгівлі міста, за сферою діяльності \| Підприємства роздрібної торгівлі міста, за сферою діяльності \| \| Рік \| 2002 р. \| 2001 р. \| \| ------------------------------------------------------------ \| ------------------------------------------------------------ \| ------------------------------------------------------------ \| \| Продукти харчування \| 50% \| 42,9% \| \| Одяг та взуття \| 8,3% \| 7,1% \| \| Товари для дому \| 8,3% \| 7,1% \| \| Книги та періодичні видання \| 0% \| 0% \| \| Промислова хімічна продукція \| 8,3% \| 7,1% \| \| Продукція, пов'язана з транспортними засобами \| 0% \| 0% \| \| Інше \| 25% \| 35,7% \| \| Усього підприємств \| 12 \| 14 \| |         |         |
| Підприємства роздрібної торгівлі міста, за сферою діяльності |         |         |
| Рік | 2002 р. | 2001 р. |
| Продукти харчування | 50%     | 42,9%   |
| Одяг та взуття | 8,3%    | 7,1%    |
| Товари для дому | 8,3%    | 7,1%    |
| Книги та періодичні видання | 0%      | 0%      |
| Промислова хімічна продукція | 8,3%    | 7,1%    |
| Продукція, пов'язана з транспортними засобами | 0%      | 0%      |
| Інше | 25%     | 35,7%   |
| Усього підприємств | 12      | 14      |

#### Сфера послуг
| \| Підприємства міста, що працюють у сфері послуг, за діяльністю \| Підприємства міста, що працюють у сфері послуг, за діяльністю \| Підприємства міста, що працюють у сфері послуг, за діяльністю \| \| Рік \| 2002 р. \| 2001 р. \| \| ------------------------------------------------------------- \| ------------------------------------------------------------- \| ------------------------------------------------------------- \| \| Гуртова торгівля \| 9,1% \| 9,3% \| \| Готелі та готельний бізнес \| 18,2% \| 18,6% \| \| Транспорт та зв'язок \| 13,6% \| 14% \| \| Посередницькі фінансові послуги \| 4,5% \| 4,7% \| \| Послуги підприємствам \| 4,5% \| 2,3% \| \| Послуги фізичним особам \| 36,4% \| 39,5% \| \| Нерухомість та ін. \| 13,6% \| 11,6% \| \| Усього підприємств \| 44 \| 43 \| |         |         |
| Підприємства міста, що працюють у сфері послуг, за діяльністю |         |         |
| Рік | 2002 р. | 2001 р. |
| Гуртова торгівля | 9,1%    | 9,3%    |
| Готелі та готельний бізнес | 18,2%   | 18,6%   |
| Транспорт та зв'язок | 13,6%   | 14%     |
| Посередницькі фінансові послуги | 4,5%    | 4,7%    |
| Послуги підприємствам | 4,5%    | 2,3%    |
| Послуги фізичним особам | 36,4%   | 39,5%   |
| Нерухомість та ін. | 13,6%   | 11,6%   |
| Усього підприємств | 44      | 43      |

## Житловий фонд
У 2001 р. 6,3% усіх родин (домогосподарств) мали житло метражем до 59 м2, 36,4% - від 60 до 89 м2, 30,4% - від 90 до 119 м2 і
26,9% - понад 120 м2.

З усіх будівель у 2001 р. 53,3% було одноповерховими, 37,7% - двоповерховими, 7,9
% - триповерховими, 0,7% - чотириповерховими, 0,1% - п'ятиповерховими, 0,1% - шестиповерховими,
0% - семиповерховими, 0% - з вісьмома та більше поверхами.

## Автопарк
| \| Автомобілі, зареєстровані у місті, за призначенням \| Автомобілі, зареєстровані у місті, за призначенням \| Автомобілі, зареєстровані у місті, за призначенням \| \| Рік \| 2006 р. \| 2005 р. \| \| -------------------------------------------------- \| -------------------------------------------------- \| -------------------------------------------------- \| \| Приватні автомобілі \| 64% \| 64,5% \| \| Мотоцикли \| 8,5% \| 8,2% \| \| Вантажівки \| 24,4% \| 24,6% \| \| Трактори \| 0,5% \| 0,5% \| \| Автобуси та ін. \| 2,6% \| 2,3% \| \| Усього автомобілів \| 1.774 шт. \| 1.705 шт. \| |           |           |
| Автомобілі, зареєстровані у місті, за призначенням |           |           |
| Рік | 2006 р.   | 2005 р.   |
| Приватні автомобілі | 64%       | 64,5%     |
| Мотоцикли | 8,5%      | 8,2%      |
| Вантажівки | 24,4%     | 24,6%     |
| Трактори | 0,5%      | 0,5%      |
| Автобуси та ін. | 2,6%      | 2,3%      |
| Усього автомобілів | 1.774 шт. | 1.705 шт. |

## Вживання каталанської мови
У 2001 р. каталанську мову у місті розуміли 94,8% усього населення (у 1996 р. - 96,1%), вміли говорити нею 73,7% (у 1996 р. - 
79,7%), вміли читати 73,8% (у 1996 р. - 71,7%), вміли писати 49,3
% (у 1996 р. - 54,8%). Не розуміли каталанської мови 5,2%.

## Політичні уподобання
У виборах до Парламенту Каталонії у 2006 р. взяло участь 910 осіб (у 2003 р. - 947 осіб). Голоси за політичні сили розподілилися таким чином:
| \| Вибори до Парламенту Каталонії \| Вибори до Парламенту Каталонії \| Вибори до Парламенту Каталонії \| \| Рік \| 2006 р. \| 2003 р. \| \| -------------------------------------- \| ------------------------------ \| ------------------------------ \| \| Конвергенція та Єднання (CiU) \| 40,2% \| 42,1% \| \| Соціалістична партія Каталонії (PSC) \| 26,9% \| 29,6% \| \| Народна партія (PP) \| 5,8% \| 8% \| \| Ініціатива за зелену Каталонію (IC) \| 6,7% \| 4,6% \| \| Республіканська лівиця Каталонії (ERC) \| 16,6% \| 14,4% \| \| Громадянська партія (C's) \| 1,1% \| 0% \| \| Інші \| 2,6% \| 1,3% \| |         |         |
| Вибори до Парламенту Каталонії |         |         |
| Рік | 2006 р. | 2003 р. |
| Конвергенція та Єднання (CiU) | 40,2%   | 42,1%   |
| Соціалістична партія Каталонії (PSC) | 26,9%   | 29,6%   |
| Народна партія (PP) | 5,8%    | 8%      |
| Ініціатива за зелену Каталонію (IC) | 6,7%    | 4,6%    |
| Республіканська лівиця Каталонії (ERC) | 16,6%   | 14,4%   |
| Громадянська партія (C's) | 1,1%    | 0%      |
| Інші | 2,6%    | 1,3%    |

У муніципальних виборах у 2007 р. взяло участь 1.201 особа (у 2003 р. - 1.100 осіб). Голоси за політичні сили розподілилися таким чином:
| \| Муніципальні вибори \| Муніципальні вибори \| Муніципальні вибори \| \| Рік \| 2007 р. \| 2003 р. \| \| -------------------------------------- \| ------------------- \| ------------------- \| \| Конвергенція та Єднання (CiU) \| 37,7% \| 45,4% \| \| Соціалістична партія Каталонії (PSC) \| 36% \| 44,3% \| \| Народна партія (PP) \| 8,4% \| 10,4% \| \| Ініціатива за зелену Каталонію (IC) \| 0% \| 0% \| \| Республіканська лівиця Каталонії (ERC) \| 17,9% \| 0% \| \| Громадянська партія (C's) \| 0% \| 0% \| \| Інші \| 0% \| 0% \| |         |         |
| Муніципальні вибори |         |         |
| Рік | 2007 р. | 2003 р. |
| Конвергенція та Єднання (CiU) | 37,7%   | 45,4%   |
| Соціалістична партія Каталонії (PSC) | 36%     | 44,3%   |
| Народна партія (PP) | 8,4%    | 10,4%   |
| Ініціатива за зелену Каталонію (IC) | 0%      | 0%      |
| Республіканська лівиця Каталонії (ERC) | 17,9%   | 0%      |
| Громадянська партія (C's) | 0%      | 0%      |
| Інші | 0%      | 0%      |